# باشگاه والیبال الاهلی
باشگاه والیبال الاهلی (عربی: النادی الاهلی للکرة الطائرة) تیم والیبال، باشگاه ورزشی الاهلی است. این تیم در سال ۱۹۵۵ تأسیس و در قاهره مستقر است.